# Irygator

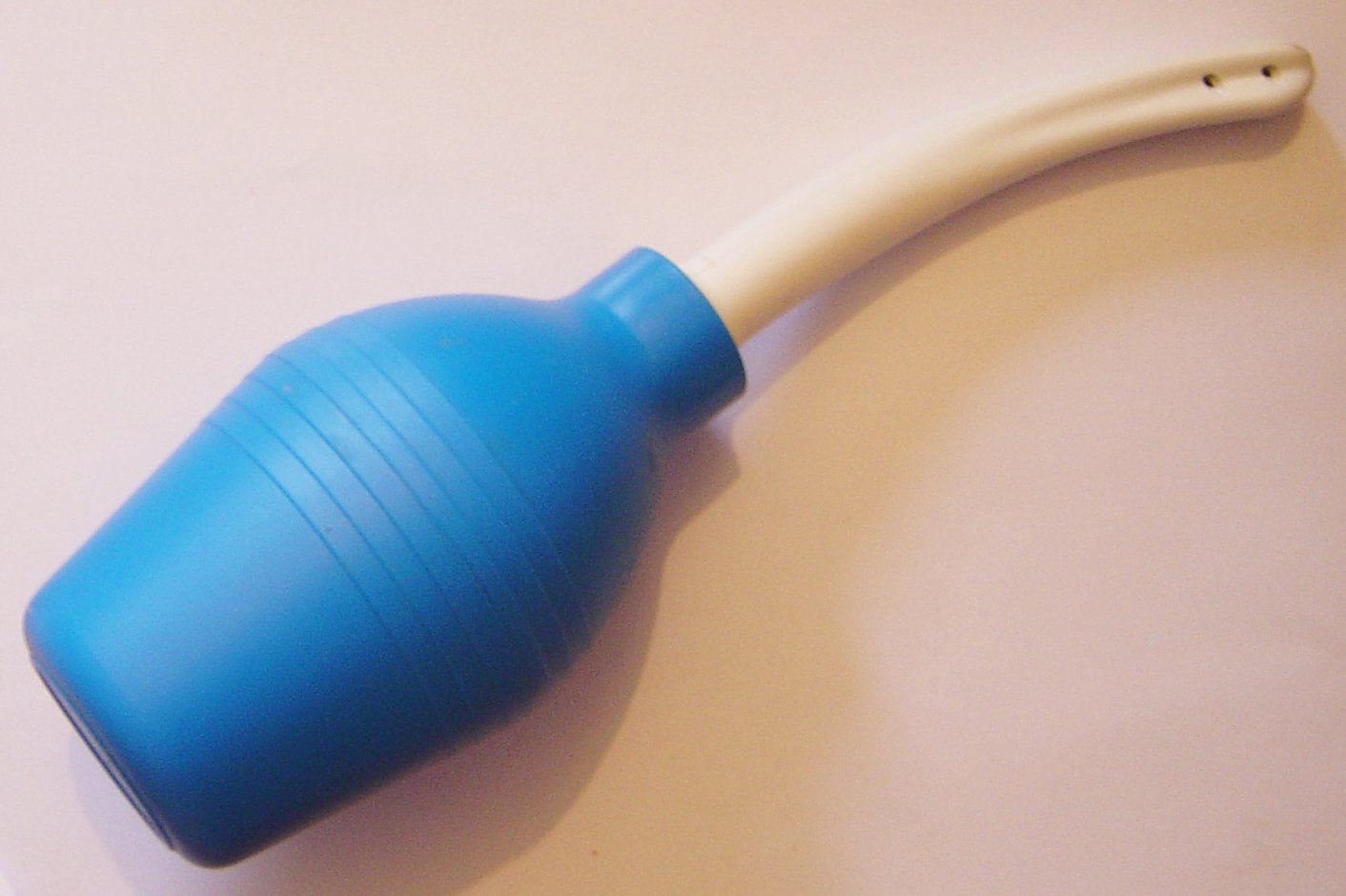
Irygator do przepłukiwania pochwy

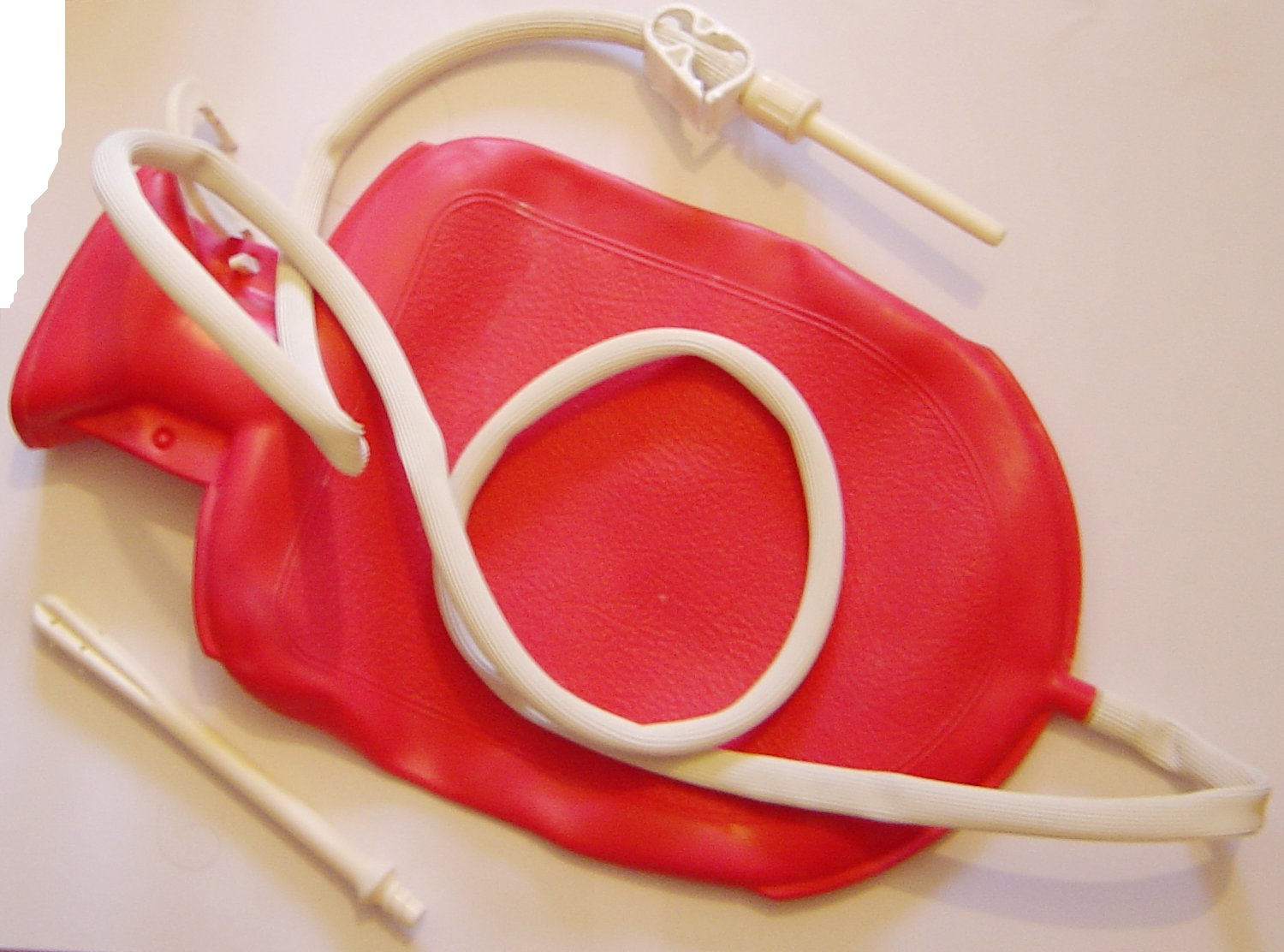
Zestaw do irygacji

Irygator – urządzenie do przepłukiwania jamy ustnej, jelit, pochwy lub innych jam ciała przy użyciu wody lub roztworu leku.